# Кано Міцунобу
Кано Міцунобу (1565—1608) — японський художник періоду Адзуті-Момоями.

## Життєпис
Походив з роду художників Кано. Син Кано Ейтоку. Найперша згадка про нього в історичних документах пов'язано зі спільною роботою зі своїм батьком над розписами в замку Адзуті для Ода Нобунаги. Разом з батьком він також працював над розписами в замку Осака, імператорському палаці в Кіото, палац Дзюракудаї (належав Тойотомі Хідейосі). Тойотомі Хідейорі замовив у Кано Міцунобу розпис стелі в головному залі храму Секоку-дзі.
Після смерті свого батька у 1590 році Кано Міцунобу очолив школу Кано. Працював разом зі стрийком Кано Сьосю і учнем батька — Кано Санраку. Мав замовлення від імператорського палацу в Кіото й багато інших замовлень, зокрема 1592 року — розпис фусуми в замку Нагоя, що належав Тойотомі. Проте як керівник він не був настільки проникливим і успішним, як його батько. Через брак здібностей до керівництва й політичної інтуїції (тривалий час залишався вірним дому Тойотомі, незважаючи на затвердження сьогуната Токугава) він втратив безліч замовлень і багатих покровителів, які перейшли до конкуруючої школі живопису Хасеґава.
1608 року прибув на запрошення сьогуна Токуґава Хідетада до Едодля виконання замовлень. Того ж рокупри поверненні до Кіото захворів й помер у місті Кувана.

## Творчість
Основна частина створених ним робіт припадає на перше десятиріччя XVII століття. Був продовжувачем фундаментального стилю і традицій школи Кано, але при цьому виробив і власний стиль живопису. У роботах, що зображують квіти, дерева та інші природні об'єкти, він використовував велику кількість золотого кольору, як і його попередники, але при цьому намагався використовувати його для створення більш легких, витончених елементів малюнка. Ритм малюнка зовсім інший порівняно з роботами Кано Ейтоку — більш спокійний і вибудований на чергуванні основних вертикалей малюнка, горизонтальний напрямок має другорядне значення. Чергування груп рослин відіграє роль декоративної деталі, більш щільні групи змінюються легкими; також є чергування квітів. На відміну від батька, який часто спрощував форми, Кано Міцунобу, навпаки, опрацьовував найтонші деталі, надаючи малюнку більшої декоративності. Він створює абсолютно особливий, прекрасний і відсторонений світ, значно збільшуючи враження тривимірності простору розписів. У стилі Міцунобу дослідники вбачають гармонійне поєднання прийомів канга і ямато-е.
Найвідомішими роботами Кано Міцунобу є фрески і малюнки на розсувних дверях в храмі Кангаку-ін монастиря Ондзьо-дзі в місті Оцу (1600 рік), розпис стелі буддистського храма Сьококу-дзі, святилища Цукубусума на озері Біва (1602 рік), розписи в меморіальному храмі родини Тойотомі в Кодай-дзі (Кіото) у 1605—1606 роках.